# Hou Juon
Hou Juon (khmerül: ហ៊ូ យន់ Hou Yuon; Kampong Csam tartomány, 1930 – Prek Por vagy Sztung Treng, 1976 körül), Vörös Khmer veterán, aki Norodom Szihanuk kormányának és később a Kambodzsai Kommunista Pártnak is tagja volt.
Juon, aki politikai kérdésekben gyakran ütközött társaival, 1975-ben eltűnt. Többféle változata van annak, hol, mikor és hogyan halt meg. A legvalószínűbb, hogy társai 1975-ben elrendelték eltüntetését.
Korábbi magatartása, hogy nyíltan bírálja a rezsim túlkapásait, állítólag Phnompen elfoglalásakor is megmutatkozott. A várost a vörös khmerek több szektorra osztották, hogy valamennyit az ország más-más része kezelje a jövőben, amiről Juon állítólag azt mondta: „Ez Berlin!”.

## Halála
Halálára az egyik, és máig a legismertebb változat az, hogy Juont 1975 augusztusában katontársai lőtték le Prek Porban, miután együttérzését fejezte ki egy csoport kitelepített lakosnak, majd a holttestét a Mekongba dobták.
Más szemtanúk állítása szerint később, 1976-ban látták Juont Sztung Treng munkatáborában, ahol nagy valószínűséggel betegségben, vagy öngyilkosságot elkövetve hunyt el.
Egy sokadik Vörös Khmer forrás szerint véletlenül lelőtte a testőre, amikor Pol Pot visszahívta Phnompenbe 1975-ben. A történet szerint Juon olyan mozdulatot tett, amiből a testőr azt hitte, fegyvert akar rántani, ezért lelőtte őt.
1978 után posztumusz rehabilitálták.